# Torricelli (cráter)

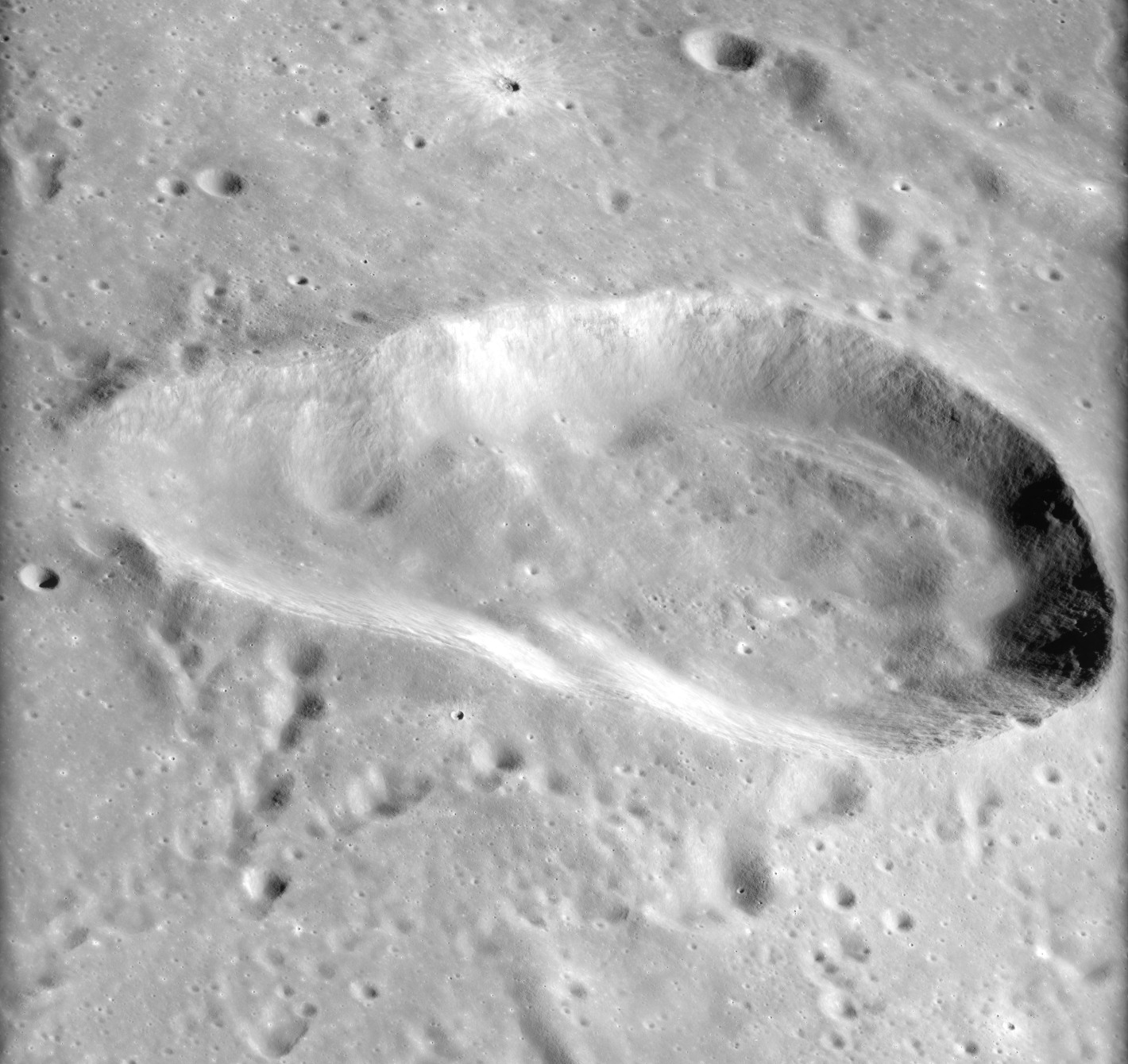
Fotografía de la misión Apolo 16

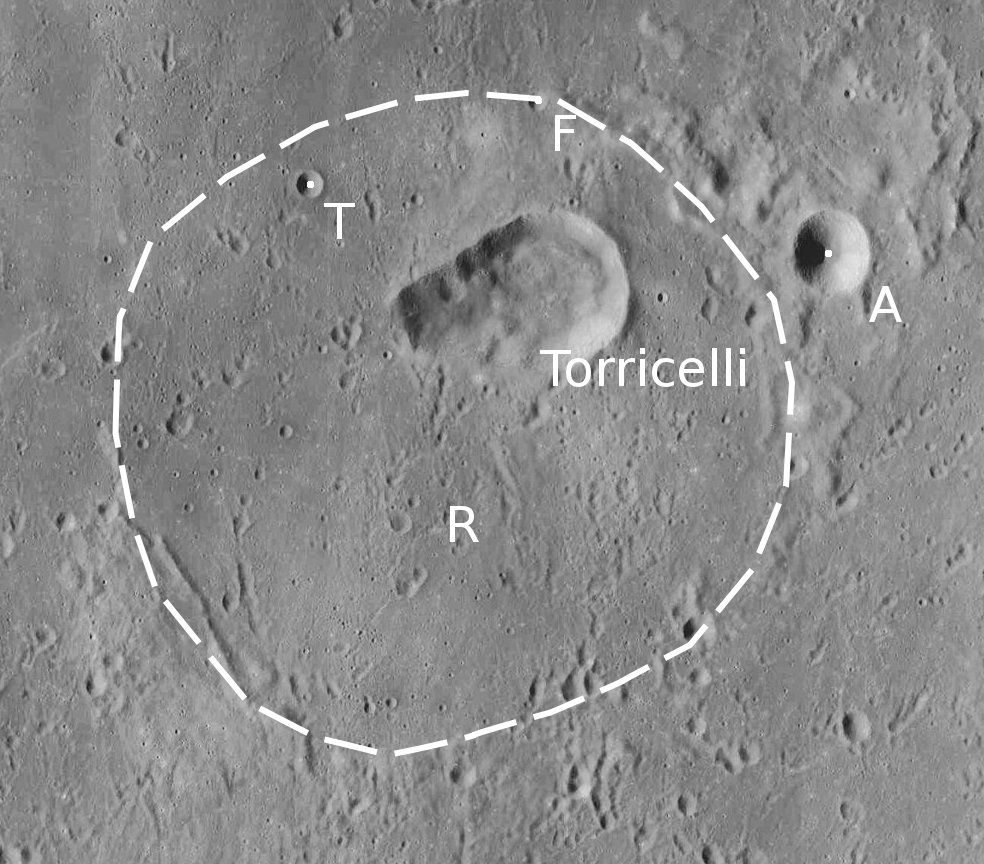
Fotografía de la misión LRO

Torricelli es un cráter de impacto lunar situado en la parte oriental del Sinus Asperitatis, al sur del Mare Tranquillitatis, relativamente aislado de otros cráteres relevantes.
El borde occidental del cráter se abre y se une a un cráter más pequeño al oeste. Toda la formación tiene un aspecto en forma de pera. Torricelli se encuentra en la parte noreste de una formación circular elevada sobre el mar lunar, posiblemente los restos de una formación de cráteres enterrados por la lava.

## Cráteres satélite
Por convención estos elementos son identificados en los mapas lunares poniendo la letra en el lado del punto medio del cráter que está más cercano a Torricelli.
|            | \| Torricelli \| Coordenadas \| Diámetro \| \| ---------- \| --------------------------- \| -------- \| \| A \| 4°30′S 29°48′E / -4.5, 29.8 \| 11 km \| \| B \| 2°36′S 29°06′E / -2.6, 29.1 \| 7 km \| \| C \| 2°42′S 26°00′E / -2.7, 26.0 \| 11 km \| \| F \| 4°12′S 29°24′E / -4.2, 29.4 \| 7 km \| \| G \| 1°24′S 27°00′E / -1.4, 27.0 \| 4 km \| \| H \| 3°18′S 25°18′E / -3.3, 25.3 \| 7 km \| \| J \| 3°36′S 25°06′E / -3.6, 25.1 \| 5 km \| \| K \| 4°00′S 25°12′E / -4.0, 25.2 \| 6 km \| \| L \| 3°30′S 24°18′E / -3.5, 24.3 \| 4 km \| \| M \| 3°36′S 31°12′E / -3.6, 31.2 \| 14 km \| \| N \| 6°06′S 29°12′E / -6.1, 29.2 \| 4 km \| \| P \| 6°30′S 29°54′E / -6.5, 29.9 \| 4 km \| \| R \| 5°12′S 28°06′E / -5.2, 28.1 \| 87 km \| \| T \| 4°12′S 27°30′E / -4.2, 27.5 \| 3 km \| |          |
| Torricelli | Coordenadas | Diámetro |
| A          | 4°30′S 29°48′E / -4.5, 29.8 | 11 km    |
| B          | 2°36′S 29°06′E / -2.6, 29.1 | 7 km     |
| C          | 2°42′S 26°00′E / -2.7, 26.0 | 11 km    |
| F          | 4°12′S 29°24′E / -4.2, 29.4 | 7 km     |
| G          | 1°24′S 27°00′E / -1.4, 27.0 | 4 km     |
| H          | 3°18′S 25°18′E / -3.3, 25.3 | 7 km     |
| J          | 3°36′S 25°06′E / -3.6, 25.1 | 5 km     |
| K          | 4°00′S 25°12′E / -4.0, 25.2 | 6 km     |
| L          | 3°30′S 24°18′E / -3.5, 24.3 | 4 km     |
| M          | 3°36′S 31°12′E / -3.6, 31.2 | 14 km    |
| N          | 6°06′S 29°12′E / -6.1, 29.2 | 4 km     |
| P          | 6°30′S 29°54′E / -6.5, 29.9 | 4 km     |
| R          | 5°12′S 28°06′E / -5.2, 28.1 | 87 km    |
| T          | 4°12′S 27°30′E / -4.2, 27.5 | 3 km     |